# Veľká Lúka
Veľká Lúka (in ungherese Nagyrét) è un comune della Slovacchia facente parte del distretto di Zvolen, nella regione di Banská Bystrica.